# Ришард Бервински
Рѝшард Винцѐнти Бервѝнски (на полски: Ryszard Wincenty Berwiński) е полски поет от периода на Романтизма, преводач, фолклорист и политически деец, участник във Великополското въстание и Славянския конгрес (1848), депутат в Пруския парламент (1852 – 1854). През 1855 година пристига в Истанбул, записва се в редиците на султанския казашки полк на Садък паша (Михал Чайковски) и участва в Кримската война. След войната остава на османска военна служба до 1871 година.

## Творчество
- Powieści wielkopolskie (1840)
- Bogunka na Gople (1840)
- Wiersze i poematy (1844)
- Poezje, част 1 – 2 (1844)
- Don Juan Poznański. Poemat bez końca (1844)
- Parabaza do „Don Juana poznańskiego“ (1844)
- Księga życia i śmierci (1953)
- Studia o literaturze ludowej ze stanowiska historycznego (1854)